# آن گیئون
آن گیئون (انگلیسی: An Gyeon) یک نقاش در دوره پادشاهی چوسان اهل کره (کشور) بود. به عنوان یکی از سه نام بزرگ در عرصه هنر سلسله چوسان، دوران حرفه ای آن گیون گستره ای از عصر پادشاه سجونگ کبیر ( ۱۳۹۷ -  ۱۴۵۰ میلادی) تا دوران حکومت پادشاه سجو را در برمی‌گیرد. او به خاطر نقاشی‌های منظره‌ای و همچنین تصاویر صورت و ترسیم‌های جوهری از چهار گیاه شناخته می‌شود. سبک نقاشی وی به قدری شگفت‌انگیز بود که آن سراسر هنرمندان اواسط عهد چوسان را نیز تحت تأثیر قرار داد.
اما تقریباً هیچ‌کدام از نقاشی‌هایش تا به امروز باقی نمانده‌است و تنها «سفری رؤیایی به سرزمین شکوفه هلو» به عنوان هنر دست وی مورد تأیید می‌باشد. حتی هیچ اطلاعی در مورد تاریخ تولد یا وفاتش نیز در دست نیست. همه آن چیزی که در مورد وی در دسترس می‌باشد این است که او از شهر جیگوک بوده و نام مستعارش هیون دونگ جا می‌باشد. دوران حرفه ای وی به عنوان یک نقاش در اداره هنر دولت برای ترسیم وقایع ملی آغاز شد. اگرچه یک کارمند مشغول در این اداره تنها می‌توانست تا ششمین رده سلسله مراتب دولتی ترفیع یابد، اما پادشاه سجونگ او را تا چهارمین رده ارتقا داد و ثابت کرد که این پادشاه تا چه اندازه به استعداد آن گیون اهمیت می‌دهد. اما در اصل شاهزاده آنپیونگ بود که به عنوان سومین پسر پادشاه سجونگ بود که به او بال برای پرواز داد.

## دوستی با شاهزاده آنپیونگ
نقاشان در دودمان چوسان افرادی عادی بودند که از نائل آمدن به طبقات اجتماعی یانگبان یا نخبه محروم می‌ماندند. اما اشراف‌زادگان زیادی وجود داشتند که از نقاشی به عنوان یک سرگرمی لذت می‌بردند و متعاقباً با نقاشان طرح دوستی می‌ریختند.
شاهزاده آنپیونگ خطاطی بود که مهارتش حتی در دربار سلسله چینی دودمان مینگ نیز مورد تحسین همگان بود. او همچنین مجموعه‌دار هنری بود که از سنین کودکی اقدام به جمع‌آوری آثار خطاطی و نقاشی کرد اما وی تنها نقاشان چینی را مورد توجه قرار می‌داد. آن گیون تنها نقاش کره بود که شاهزاده آثارش را گرامی می‌داشت.
حمایت همه‌جانبه شاهزاده آنپیونگ به او این امکان را داد تا نقاشی‌های برجسته چینی را مورد مطالعه قرار دهد و سبک‌های نقاشی آنان را به منظور ایجاد سبک خاص خود ترکیب کند. سبک نقاشی منحصر به فردش در تنها اثر باقی مانده وی به خوبی تجلی یافته‌است. این اثر بر پایه خوابی است که شاهزاده دیده بود.
شبی در سال ۱۴۴۷ شاهزاده آنپیونگ خواب دید که در حال قدم زدن در باغی مملو از شکوفه‌های هلو می‌باشد. او روز بعد آن گیون را فراخواند تا در مورد رویایش با وی سخن بگوید و همچنین به او مأموریت داد تا یک نقاشی بر پایه این رؤیا بکشد.
یک نقاش چینی در قرن چهارم میلادی باغ شکوفه هلوی زیبایی را به عنوان نماد جهانی صلح آمیز و بدون نگرانی توصیف کرده‌است. از آن زمان بود که باغ هلو به عنوان بیانگر و معرف بهشت در روی زمین شناخته می‌شود. به محض درخواست شاهزاده آنپیونگ، آن گیون مبادرت به نقاشی کرد و در تنها سه روز قطعه ای به طول ۳۸٫۷ سانتی‌متر و به عرض ۱۰۶٫۵ سانتی‌متر را تکمیل نمود.
این قطعه نقاشی که بر روی ابریشم کشیده شده بود، چشم‌اندازی زیبا را به همراه ده‌ها درخت هلو و آرایش شگفت‌انگیز صخره‌ها که جویبار و آبشاری را تشکیل داده‌است، به تصویر می‌کشد. برخلاف طومارهای مرسوم نقاشی، حکایت این نقاشی از پائین سمت چپ تا بالا سمت راست به پیش می‌رود. در سمت چپ جهان واقعی وجود دارد که در تضاد با دیار واقع گرایانه‌ای است که در سمت راست قرار دارد.
این اثر که توسط سونگ هیون عالم اوایل سلسله چوسان به عنوان یک نقاشی شگفت‌انگیز و راز آلود مورد تحسین قرار گرفته‌است، در سال ۱۴۵۳ زمانیکه شاهزاده سویانگ دومین پسر پادشاه سجونگ کودتایی را برای رسیدن به قدرت انجام داد، مفقود شد. آن گیون از این اقدام غاصبانه جان سالم به در برد ولی اثر ارزشمندش در هیچ جایی یافت نشد. اما «سفر رؤیایی به سرزمین شکوفه هلو» در سال ۱۸۹۳ به طرز مرموزی در شهر کاگوشیما در ژاپن  کشف و به عنوان یک گنجینه ملی ژاپن قلمداد شد.